# ربيع اللافي
ربيع مختار اللافي (مواليد 23 أبريل 1991 - طرابلس) هو لاعب كرة قدم ليبي، يلعب في مركز قلب الدفاع لنادي النصر ومنتخب ليبيا لكرة القدم.